# حملة الأيادي البيضاء
حملة الأيادي البيضاء هي مبادرة إعلامية دولية تهدف إلى تعزيز الوعي بـحقوق المرأة في العالم العربي، أُطلقت الحملة بالتعاون مع اتحاد المنتجين العرب للتلفزيون عام 2009.إنها تسعى لاستثمار المشاريع الإعلامية سواء كانت سمعية، مطبوعة أو بصرية والتي تدعم جميعها قضايا المرأة مع الهدف الأساسي وهو تحقيق المساواة الكاملة في كل المجالات في المجتمع العربي. مُشيرة إلى أنها أكبر  حملة إعلامية لدعم قضايا المرأة وتفتخر كذلك بوجود شراكة مع أكثر من 65 قناة تلفزيونية. في فبراير عام 2011، تعرضت الحملة للنقد وذلك بسبب ضمها دلال المغربي في  سلسلة النساء المتميزات، والتي كانت تعرف بأنها إرهابية فلسطينية تورطت في مقتل 37 مدني إسرائيلي  ومصور أمريكي وعرفت تلك الواقعة بمجزرة 1978.  وبناء على ذلك، أصدر صندوق الأمم المتحدة للسكان -والذي ظهر شعاره  راعيًا للحملة- بيانًا ينكر فيه أي تورط، موضحًا فيه أنه يدين أي أعمال عنف تسلُب أرواح الأبرياء.

## الخلفية
في عام 2009، أطلق اتحاد المنتجين العرب للتلفزيون- وهي منظمة تابعة لـجامعة الدول العربية - مبادرة إعلامية دولية تهدف لرفع الوعي تجاه العديد من القضايا النسائية المختلفة في العالم العربي، شاملة كل من التعليم والتوظيف والمكانة الاجتماعية. أطلق عليها اسم حملة الأيادي البيضاء. وفقًا لموقع الحملة الإنجليزي، «تتعرض النساء لكل أنواع العنف وتحرمن كذلك من العديد من الحقوق، كحقهن في التعليم والعمل». تسعى الحملة إلى علاج هذا الواقع بالاستفادة القصوى من كل الإمكانيات المقدمة من الإعلام الحديث عن طريق إنشاء البرامج الصوتية والمرئية وكذلك المطبوعة والتي تعرض الإبداع النسائي وتمكين المرأة.

## الجدل حول دلال المغربي
كانت إحدى حملات الأيادي البيضاء هي حملة المرأة المتميزة، وهي حملة تضم مجموعة من الشخصيات النسائية البارزة بما في ذلك عشتار وكليوباترا وملكة سبأ، كمثال يحتذى به سواء للشابات الصغيرات أو السيدات البالغات. كذلك ضمت الحملة المتميزة دلال المغربي، وهي واحدة من إحدى عشر فلسطيني ممن وقفوا خلف مذبحة راح ضحيتها 37 مدني إسرائيلي ومصور طبيعة أمريكي وذلك في مارس 1978.
في فبراير 2011، نشرت الوكالة الإعلامية الفلسطينية تقريرًا على موقعها يفيد بأن الأمم المتحدة متورطة في الشراكة مع الحملة. مشيرة إلى فيديو بُث من خلال 50 قناة عربية على محطات التلفزيون يشير إلى أن المغربي بطلة، وذكر التقرير أن الفيديو أُذيع على أنه جزء من حملة الأيادي البيضاء وهي أكبر حملة إعلامية تدعم قضايا النساء. والتي يتم إدارتها من قِبل المنتجين العرب للتلفزيون بالتعاون مع صندوق الأمم المتحدة للسكان تبعًا لم نُشر على موقعها الإنجليزي.
ولكن بعد فترة قصيرة من دعوة اللجنة اليهودية الأمريكية إلى الانفصال عن الحملة، أصدر صندوق الأمم المتحدة للسكان بيانًا ينفي فيه أي تورط مؤكدًا بأنه يدين أي أعمال عنف تسلب أروح الأبرياء. وفي بيان وجه إلى وسائل الإعلام الفلسطينية، صرح  صندوق الأمم المتحدة للسكان أنه في عام 2008 أمد الحملة بالمعلومات والبيانات  حول الصحة الإنجابية وقضايا الشباب. مؤكذًا أنه رُغم ذلك لم يقدم أي دعم مادي للحملة وأنه لم يتم استشارته ولم يتورط في اختيار النساء العربيات اللائي ظهرن في المبادرة .